# 三環路站
三環路站（越南语：／）位於越南首都河內市青春郡，是河內都市鐵路2A號線的一個車站。

## 車站結構
本站為側式車站。
| 1 | ●2A號線 | ← 羅溪、安義 |
| 2 | ●2A號線 | 上亭、吉靈 → |

## 接駁交通
- 巴士：27、29、01、02、05、19、21B、21A系統[4]

## 外部連結
- 三環路站（河內都市鐵路的官方網站）（页面存档备份，存于）